# David D'Or
David D'Or, pseudonimo di David Nehaisi (in ebraico דוד ד'אור‎?; Holon, 2 ottobre 1965), è un cantante israeliano, rappresentante di Israele all'Eurovision Song Contest 2004 con il brano Leha'amin.

## Biografia
Ebreo libico da parte di padre, David D'Or ha avviato la sua carriera musicale negli anni '80 cantando in vari gruppi e partecipando a rappresentazioni teatrali. Il suo debutto come solista è avvenuto nel 1990 con l'uscita dei primi singoli; nel 1992 è stato pubblicato il suo primo album eponimo. L'anno successivo ha partecipato alla selezione eurovisiva israeliana cantando Parpar e piazzandosi 4º su 12 concorrenti.
A novembre 2003 l'emittente televisiva israeliana IBA l'ha selezionato internamente come rappresentante eurovisivo nazionale per l'edizione dell'anno successivo. Per la selezione della sua canzone è stata organizzata per il 5 febbraio 2004 una trasmissione televisiva in cui pubblico e giuria avrebbero scelto il brano vincitore fra le quattro proposte; i due terzi del pubblico e i tre quinti dei giurati hanno scelto Leha'amin. Nella semifinale dell'Eurovision Song Contest 2004, che si è tenuta il successivo 12 maggio a Istanbul, si è piazzato al 12º posto su 22 partecipanti con 57 punti totalizzati, non riuscendo a qualificarsi per la finale.

## Discografia

### Album in studio
- 1992 – David D'Or
- 1993 – Begovah mishtaneh
- 2001 – Baneshama
- 2006 – Kmo haruach
- 2010 – Ha'olam she'ani metzayer
- 2019 – Something Good

#### Collaborazioni
- 1995 – David & Shlomo (con Shlomo Bar)
- 1997 – David D'Or & Etti Ankri (con Etti Ankri)

### Album dal vivo
- 2003 – David D'Or vehaPhilharmonic
- 2007 – Ofa'a haia

### EP
- 2004 – Leha'amin

### Raccolte
- 2007 – Shirat rabim
- 2007 – Halelu - shirim shel David; cantata leshalom
- 2008 – Shirat rabim 2
- 2009 – Voice of Love 1
- 2011 – Voice of Love 2
- 2012 – The Classic Voice
- 2014 – A Place for Love
- 2015 – Shirat rabim 3